# Kritiska EU-fakta
Kritiska EU-fakta är en tidning som ges ut av Folkrörelsen Nej till EU. Tidningen diskuterar europeisk politik med avstamp i frågor rörande EU. Anna Lisa Eneroth och Kerstin Nordqvist är redaktörer. Robert Nyberg är stående illustratör.